# Arbre
Pour les articles homonymes, voir Arbre (homonymie).

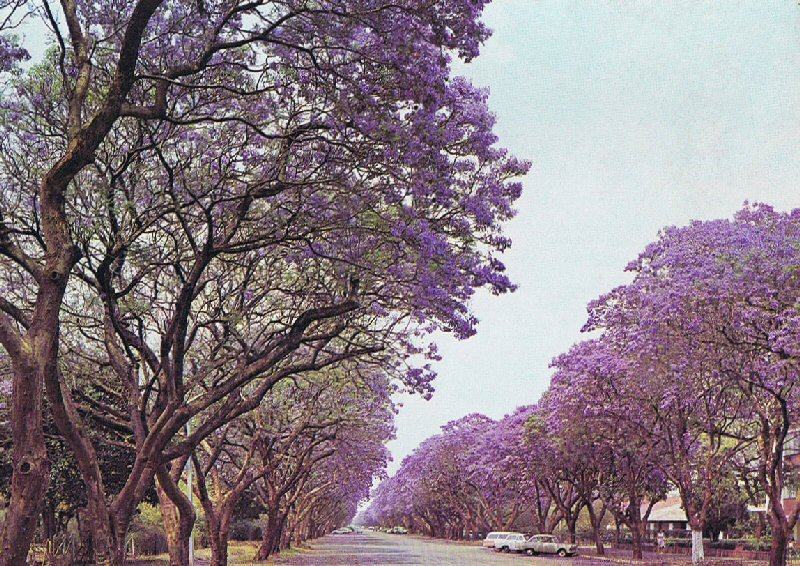
Les arbres sont notamment représentés par des espèces du groupe des plantes à fleurs comme ces jacarandas au Zimbabwe.

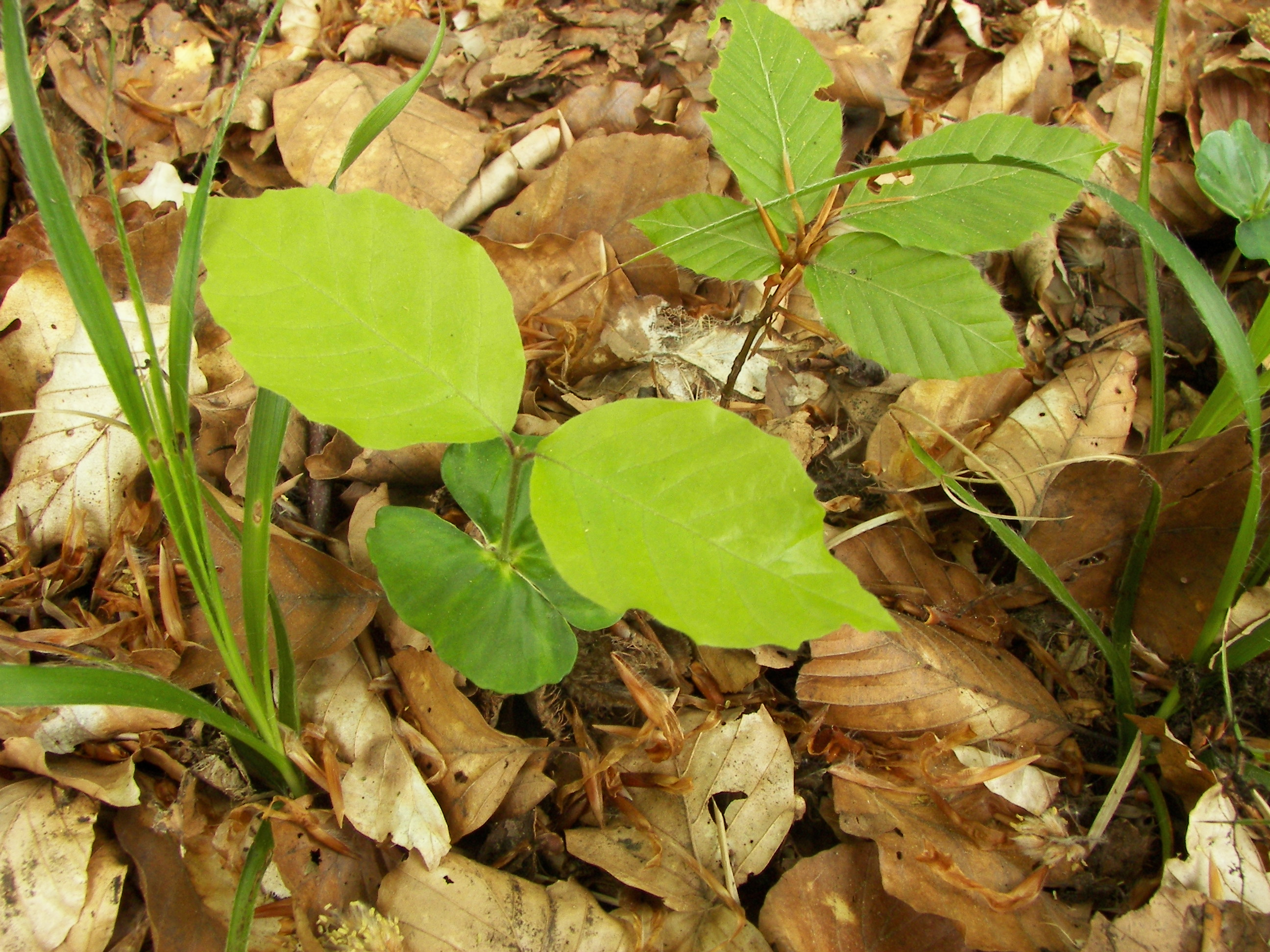
Même les arbres les plus majestueux commencent leur existence sous forme de modestes plantules, comme celle-ci de hêtre (Fagus sylvatica).

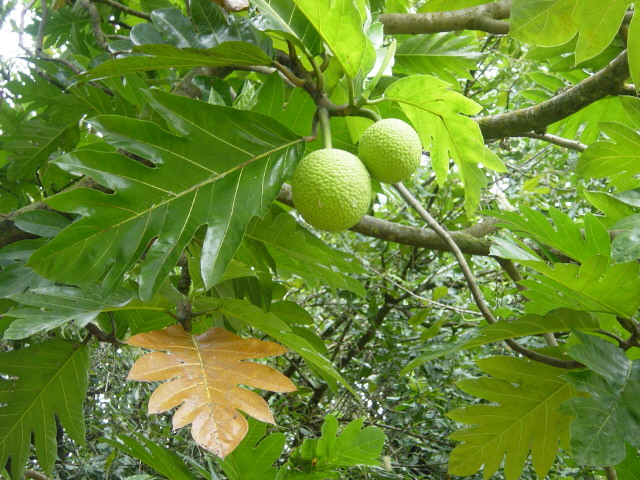
Les arbres contribuent significativement au bien-être et à la subsistance des sociétés humaines. De nombreuses espèces produisent des fruits comestibles, comme ici l'arbre à pain (Artocarpus altilis).

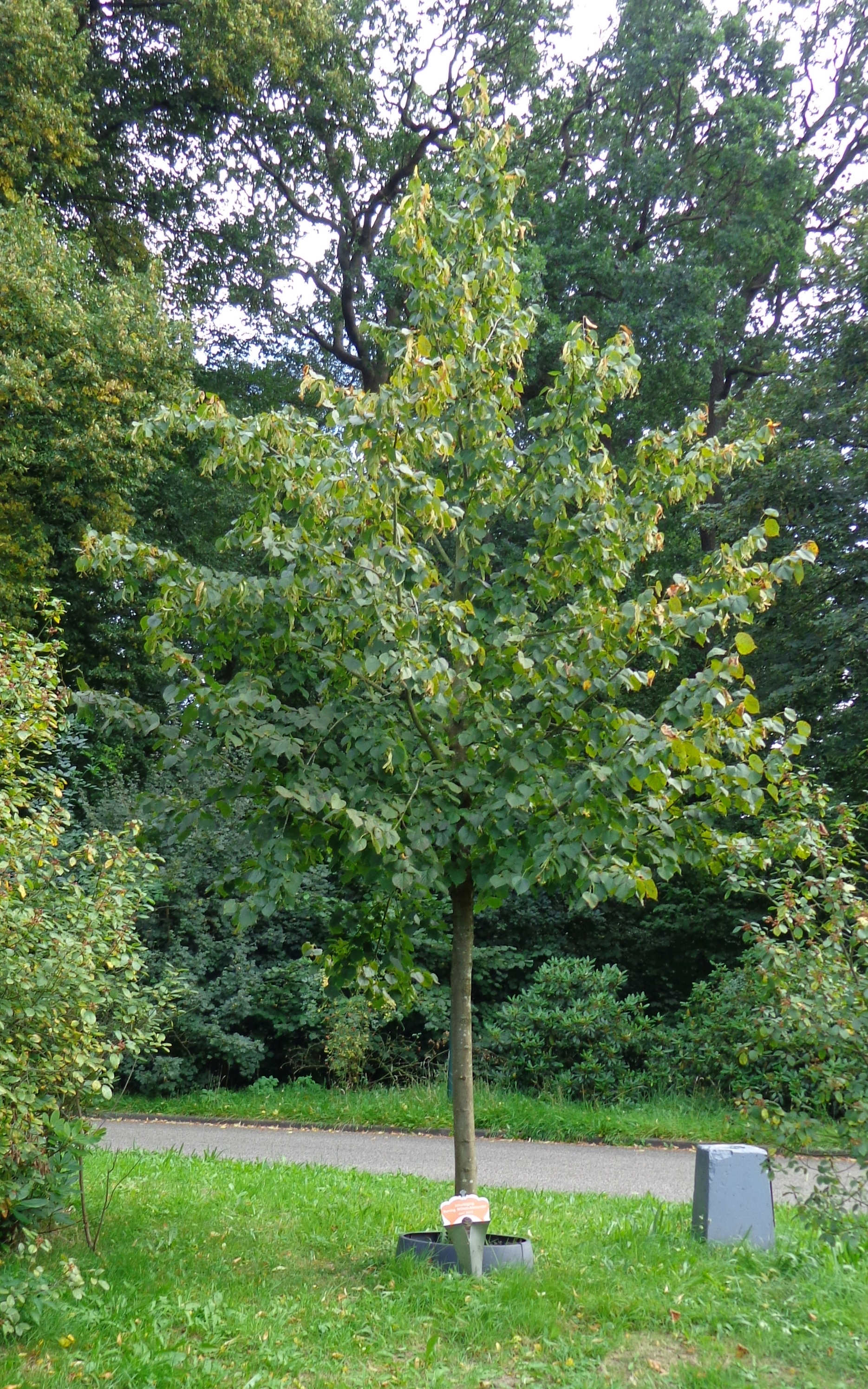
Un tilleul, arbre commun d'Europe du Nord, planté en l'honneur de l'intronisation de Willem-Alexander des Pays-Bas.

Un arbre (du latin arbor,,) est une plante ligneuse terrestre comportant un tronc sur lequel s'insèrent des branches ramifiées portant le feuillage dont l'ensemble forme le houppier, appelé aussi couronne.
Les arbres sont des plantes pérennes qui vivent plusieurs années, plusieurs décennies, voire plusieurs siècles, et, dans de rares cas, plusieurs millénaires.
Selon les estimations, la planète compte entre 60 000 et 100 000 espèces d'arbres. Près de 40 % d'entre elles seraient menacées de disparition. Une estimation récente (PNAS, 2022) répertorie environ 73 000 espèces d’arbres, dont 9 000 encore à décrire, la plupart vivant en zones tropicales.
Beaucoup d’arbres forment des forêts, qui sont des ensembles d’arbres poussant les uns à côté des autres. Les arbres peuvent aussi pousser de manière plus ou moins isolée hors des forêts (dans la savane notamment).
Ils jouent un rôle majeur dans le fonctionnement écologique terrestre, en raison de leur capacité à stocker le carbone (leur production de matière sèche annuelle correspond à deux tiers de la production mondiale des plantes terrestres), de leur participation au cycle de l'eau et du fait qu’ils sont un élément essentiel des écosystèmes complexes que sont les forêts, sources et refuges de biodiversité.
Ils constituent aussi pour les sociétés humaines une ressource considérable de matériaux (principalement du bois), de denrées (notamment des fruits) et de multiples services. Ils occupent dans presque toutes les cultures du monde une place pratique et symbolique importante.
La dendrologie (du grec dendron, « arbre », et logos, « discours, science ») est la science des arbres, et plus généralement la science des végétaux ligneux. Elle définit leur classification et élabore des critères permettant de distinguer différentes espèces d’arbres.

## Éléments de définition
Il n'existe pas de définition universelle de l'arbre, tant ce concept recouvre une grande variété de formations et d'espèces aux agencements divers et localisés, si bien que les botanistes, les arboriculteurs et les forestiers continuent de débattre à ce sujet.
Dans l’optique de constituer des normes permettant de réaliser des comparaisons des ressources forestières à l’échelle mondiale, l'Organisation des Nations unies pour l'alimentation et l'agriculture (FAO) propose une définition reposant essentiellement sur la hauteur. La FAO considère qu'un arbre est une espèce végétale capable, dans de bonnes conditions de croissance, de pousser au moins à 5 m de hauteur (pour les pays en développement) ou 7 m (pour les pays développés) à l'état adulte, ce qui le distingue de l'arbuste, dont la hauteur à maturité est comprise entre 0,5 et 5 ou 7 m, et qui n'a pas de couronne définie. La FAO inclut ainsi dans les arbres les espèces non ligneuses (bambous, palmiers)  répondant aux critères ci-dessus.
Depuis 2015, avec la mise en œuvre de la nouvelle méthode, l'lFN définit l'arbre comme un végétal ligneux ayant une tige nue et non ramifiée dès la base, d'une hauteur supérieure ou égale à 5 m ou susceptible d'atteindre cette dimension à maturité in situ. Précédemment avec l'ancienne méthode, cette hauteur était de 7 m.
Les écologues distinguent parfois les espèces « arborescentes », dont la taille est au maximum de 15 m, et les espèces « arborées » (arbres stricto sensu), qui dépassent cette hauteur.
Les botanistes donnent une définition plus restrictive, caractérisant les arbres par la croissance secondaire en épaisseur de leur tronc, et des couches de tissus similaires, ce qui favorise leur développement en hauteur et la ramification des branches et augmente leur capacité d'exploitation de l'espace aérien. Cette caractéristique, associée à la position des feuilles sur plusieurs niveaux, qui leur permet de multiplier la surface d'échange pour la photosynthèse, les distingue des palmiers et des bambous, qui n'ont pas de tronc. Cette anatomie rend leur tronc autoportant, ce qui exclut les macroalgues, comme Macrocystis, qui atteignent 50 m de hauteur mais ne se tiennent verticales que grâce à la poussée d'Archimède, ou les lianes, plantes grimpantes qui s'élèvent verticalement en s'appuyant, en s'accrochant ou en s'enroulant sur ou autour d'un support vertical.
Au sens botanique, les arbres sont ainsi des plantes à bois véritable. Celui-ci, également appelé xylème secondaire, est produit par une rangée cellulaire (l'assise libéro-ligneuse) appelée cambium, située sous l'écorce. La genèse du bois est un processus répétitif qui dépose une couche nouvelle sur les précédentes. Le résultat est souvent visible sous la forme de cernes d'accroissement. Ce résultat est une croissance en épaisseur issue du fonctionnement du cambium qui est le méristème secondaire du bois (le phellogène étant le méristème secondaire de l'écorce). On ne trouve de plantes à bois véritable, et donc d'arbres au sens strict, que chez les Gymnospermes et les Angiospermes Dicotylédones. Preuves de leur origine commune, on trouve des homologues des gènes responsables de la croissance secondaire des arbres, chez les plantes herbacées et les gymnospermes.
Il existe d'autres types de plantes à bois véritable, mais les arbres s'en distinguent par des dimensions plus importantes (comparées à celles des arbustes) ou par la formation d'un tronc nettement individualisé (que ne possèdent pas les arbrisseaux) et porteur (alors que les lianes ligneuses doivent trouver un support pour s'élever).

## Cycle de vie
Les spécialistes de l’architecture végétale distinguent quatre stades de développement : arbre jeune, stade adulte, stade mature, phase de sénescence irréversible.

### Généralités

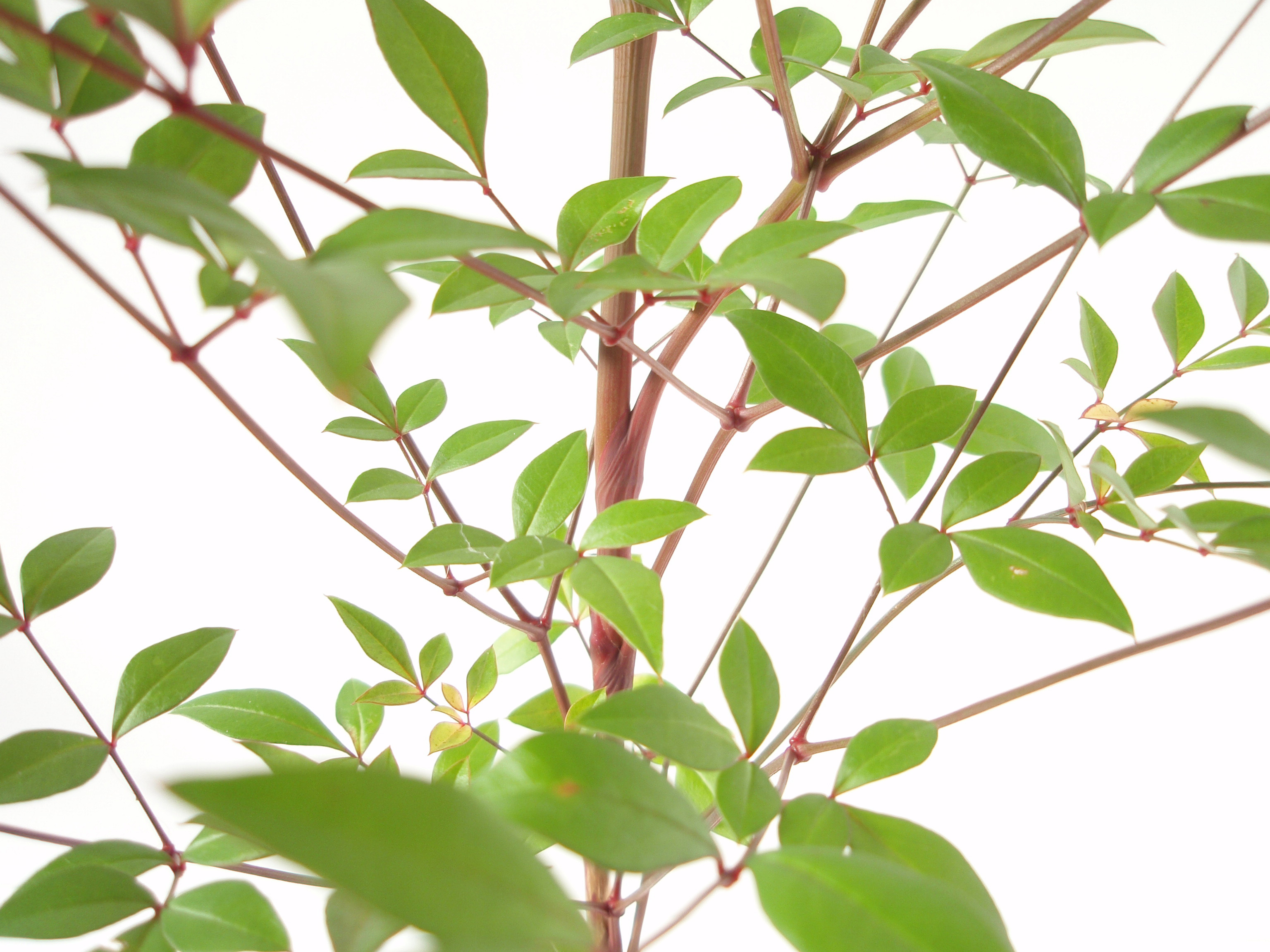
Selon Francis Hallé, la réitération se traduit par une succession d'unités architecturales (pousses feuillées) émettant un manchon de racines adventives au sein même des branches, comme ici chez Nandina domestica.

- La germination : lorsque les conditions de température et d'humidité sont idéales, le fruit germe, il se gonfle d’humidité et ramollit, quand il y a assez de chaleur le germe grandit, il emprunte sa nourriture à des organes de réserves (les cotylédons). Dès le départ la plantule respire et dégage du gaz carbonique.
- La jeune racine et le géotropisme : lorsque le germe grandit il fissure l’enveloppe du fruit et la jeune racine en sort. C’est elle qui devra soutenir la plante et puiser la nourriture dans le sol. Les conditions de son développement sont l'humidité (contenant nutriments et oxygène) et température stable (le gel ou la sécheresse faisant mourir les filaments les plus faibles). Ces deux conditions sont le plus souvent réunis en profondeur, d'où leur tendance au géotropisme positif.
- La jeune plante : la racine entame son approvisionnement et les cotylédons s’épuisent pour fournir les matériaux nécessaires à la formation de la tige qui va grandir et sortir de terre. L'efficacité de production de sève par les feuilles, incline la tige à un développement plus favorable vers une source de lumière. En milieu naturel, la photosynthèse étant meilleure vers le Soleil, la tige peut marquer ainsi une tendance au géotropisme négatif.
- Rôle des feuilles : la feuille est l’endroit où se prépare la sève élaborée, qui contient sucres et minéraux qui fait vivre la plante. La distribution de la sève élaborée dans l'ensemble de l'arbre, à partir de la feuille, est permise grâce au réseau interne de tubes criblés du phloème[21]. Lorsqu’elles sont dans le sol les feuilles et la tigelle sont blanches. C’est grâce à la lumière qu'elles reçoivent en sortant de terre qu’elles verdissent (l’assimilation chlorophyllienne).
- Le bourgeon s’ouvre : la racine rassemble le mélange d’eau et de sels minéraux et l’envoie dans les feuilles qui grâce à leur chlorophylle le transforme en sève élaborée. Cette sève sera utilisée par les bourgeons pour le développement de la plante. Les bourgeons se trouvent à l’extrémité de la tige ou à l’aisselle des feuilles. Ils sont enveloppés d’écailles qui les protègent du froid. Le bourgeon hiverne et au printemps lorsque les racines reprennent le pompage de la sève brute, il se gonfle et éclate. C’est après qu’une tige s’allonge et se couvre de nouvelles feuilles. C’est ce qu’on appelle alors un rameau. On peut également avoir la formation d'un bourgeon fugace, afin de faire une « deuxième pousse ». Un chêne peut par exemple faire 4 à 5 pousses par an.
- L’arbre croît : la production de rameaux et feuilles, engendre la formation d'un tronc. Le tronc est composé de cerne en son intérieur et d'écorce en son extérieur, tous deux issus de l'activité du cambium. Les fragilités structurelles de ces éléments sont soumises aux contraintes de l'environnement (météo, faune, etc.) et déterminent la survie de l'individu.
- L’arbre se reproduit : l’arbre se reproduit par ses graines (voie générative) ou par des rejets (voie végétative), au sein de communautés et en formant des populations plus ou moins viables.
- Les graines : tous les fruits des arbres contiennent des graines, elles contribuent à la propagation de l’espèce. Le fruit mûr se détache et tombe au sol. Les graines peuvent aussi être transportées par le vent, l’eau ou encore par les animaux.
- L'acquisition de la coloniarité par le processus de réitération traumatique et adaptative. Depuis les publications de botanistes comme Francis Hallé, la vision de l'arbre comme un individu est remise en cause. Il existe en effet des arbres coloniaires qui sont une colonie d’individus imbriqués. Dans certaines espèces, la réitération remet en activité des méristèmes, ce qui fait régénérer l'arbre qui devient une colonie d'individus emboîtés. Le phénomène de la réitération traumatique, plus général que celui de la réitération adaptative, se produit en cas de blessure, d'accident, d'étêtage (rejets, épicormiques)… Une réitération traumatique proleptique remplace le jeune arbre aussi bien dans son mode d'occupation spatiale que dans son développement ultérieur, pouvant conduire à une colonie clonale[22]. La réitération adaptative quant à elle remet en activité des méristèmes contenant des cellules mutées qui produisent de nouvelles pousses mais de génotypes distincts les uns des autres, ce qui améliore les capacités photosynthétiques des arbres et leur longévité[23]. Le caractère mosaïque des arbres est connu empiriquement des horticulteurs qui sélectionnent leurs mutations présentant un caractère qualitatif ou quantitatif qui attire l'attention[24].
- Microbiote : en 2025, une étude montre qu'un seul arbre abrite environ mille milliards de bactéries dans ses tissus ligneux, les communautés microbiennes étant distinctement réparties entre le bois de cœur et l'aubier, chacun conservant un microbiome unique présentant une similitude minimale avec les autres tissus végétaux ou composants de l'écosystème. Le microbiome du bois de cœur apparaît comme une niche écologique unique, caractérisée par des archées et des bactéries anaérobies spécialisées qui pilotent des processus biogéochimiques importants. En ce sens les arbres, le plus grand réservoir de biomasse sur Terre, peuvent être considérées comme des holobiontes, avec d'importantes implications pour leur santé, leurs maladies et leur fonctionnalité[25].
- Selon le principe de l'allocation des ressources qui reflète l'existence de compromis évolutifs entre différents traits biologiques, la longévité des ligneux est inversement corrélée avec leur taux de croissance. Chez les angiospermes, cette longévité est corrélée à des variations vers des défenses accrues (épaississement de l'écorce, produits chimiques défensifs). Chez les gymnospermes, elle est corrélée à la résistance du bois à la pourriture fongique[26],[27].

### Reproduction
Dans la classification classique, les arbres font partie de la division des spermaphytes (Spermatophyta) : les plantes produisant des graines.
Le sous-embranchement des gymnospermes correspond aux plantes se reproduisant par des graines dites nues (embryon entouré de l'albumen et d'un tissu de protection), alors que celui des angiospermes correspond aux plantes se reproduisant avec des graines protégées (par un mécanisme de double fécondation, elles produisent des tissus nourriciers supplémentaires) à l'intérieur de l'ovaire qui donne le fruit.

#### Gymnospermes
Ce sont les plus anciens. Ce groupe (majoritairement monoïque) développe des ovules nus simplement protégés par des écailles. La pollinisation se fait grâce au vent ou à la simple gravité, leur dissémination pouvant être favorisée par certains primates (macaques), rongeurs (écureuils) et certaines espèces d'oiseaux spécialisées dans l'extraction de ces graines (becs croisés).
Communément, ces arbres sont appelés « conifères », car la plupart produisent des fruits en forme de cône, aussi appelés pommes de pin ou pives. Ils sont également qualifiés de « résineux » car la plupart produisent de la résine, substance chimique complexe qui permet à l'arbre de lutter contre le froid et contre certaines attaques de parasites ; cette résine est ainsi à son tour utilisée par des insectes : abeilles, fourmis, comme agent désinfectant dans leurs colonies. Ils possèdent plusieurs cotylédons.
Ce groupe fut en voie de régression au sens de l'évolution puisqu'il dut céder nombre de niche écologiques au groupe des angiospermes.
La maturation des graines gymnospermes est longue, allant de quelques mois à plusieurs années (pins : 2 à 3 ans).

#### Angiospermes
Apparu plus récemment (il y a plus de 100 millions d'années), ce groupe d'arbres communément appelé feuillus, est considéré comme plus évolué. On a donc vu se succéder d'abord les conifères comme le pin, puis les premiers feuillus colonisateurs comme le bouleau suivi du noisetier, de l'aulne, du frêne et du chêne qui devient l'espèce dominante en plaine alors que l'épicéa triomphe en montagne. À partir de 2000 av. J.-C., la température baisse à nouveau. Le hêtre qui a besoin de moins de chaleur que le chêne devient alors le feuillu dominant. En montagne, le sapin, le mélèze et le pin cembro rejoignent l'épicéa.
Dans leur mode de sexualité, les angiospermes ont développé une stratégie différente et plus économique en pollen, donc en énergie. Une coévolution avec les insectes permet une pollinisation plus raisonnée.
Les plantes protègent les ovules par des membranes, l'ensemble formant le fruit. Celui-ci peut être chez les arbres une baie, une drupe, un akène…
La production semencière de nombreux arbres forestiers varie d'une année à l'autre. Une année de production abondante (une « année à semences », appelée aussi « année semencière » ou « année à glands ») peut être suivie d'une ou plusieurs années de production médiocre ou nulle. Les proverbes associés à cette production semencière (« année de glands, année d'enfants » pour symboliser la fécondité, « année de glands , année de cher temps » ou « année de glands, année de pommes ensuivant », « année à glands, année à sang », « année de glands, année de peste ») sont parfois sans fondement mais peuvent corréler l'année à l'importance de la pluie qui augmente la production de semences mais provoque aussi des nuisances climatiques.

### Maladies et prédateurs

#### Maladies et déformations

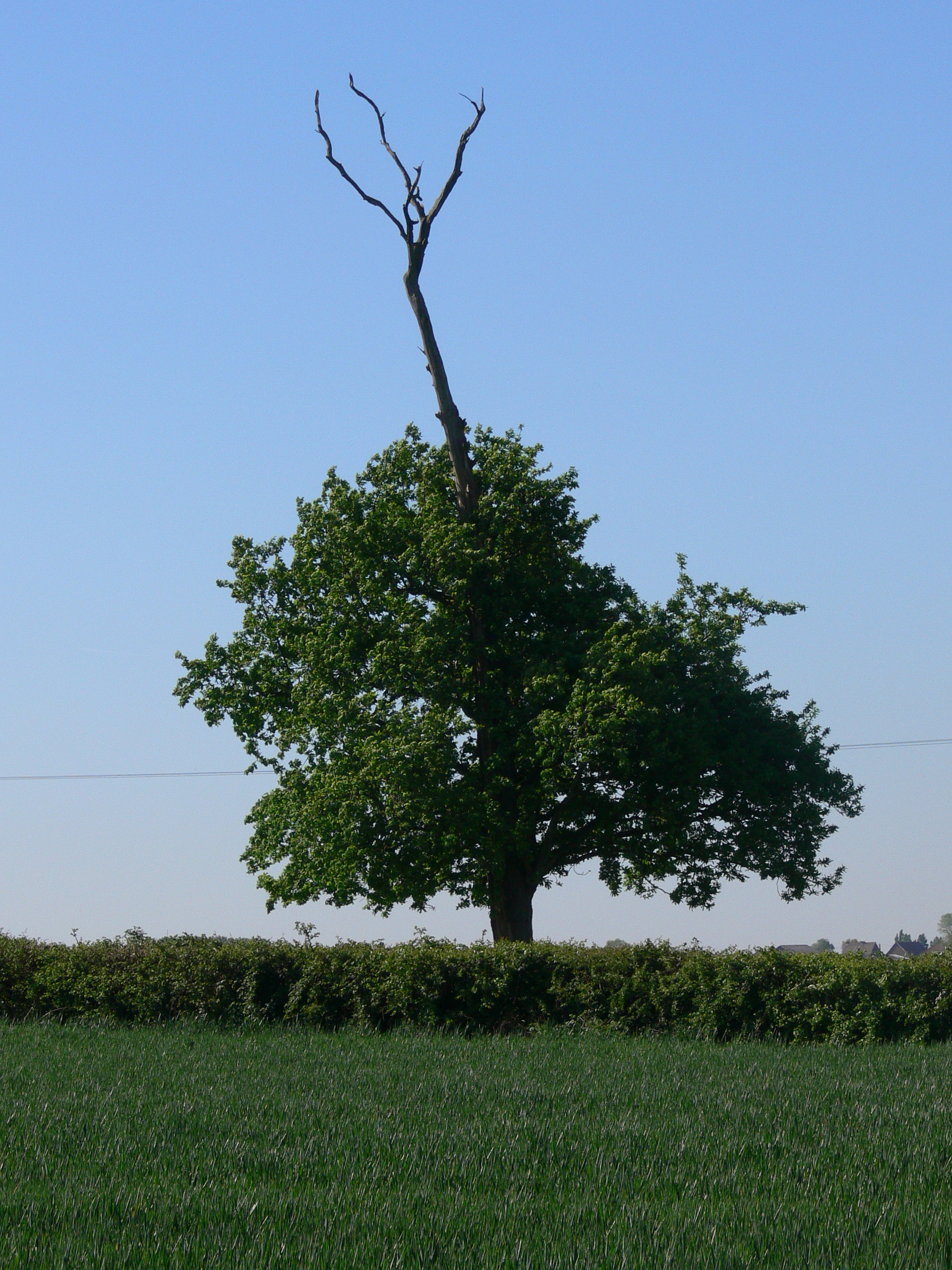
Souvent après un stress important (sécheresse, attaque parasitaire) les feuillus peuvent subir d'importantes défoliations et mortalité de branches du houppier. L'arbre y survit souvent. On parle de descente de cime (ou « tête de cerf ») pour décrire ce phénomène.

Les feuilles de l'arbre, plus particulièrement les cellules du parenchyme palissadique, permettent de produire, par photosynthèse, cellulose, hémicellulose et lignine.
Certaines cellules permettent à un arbre de se redresser au cours de sa croissance grâce à des agrégats de glycogène qui jouent le rôle de niveau à bulle.

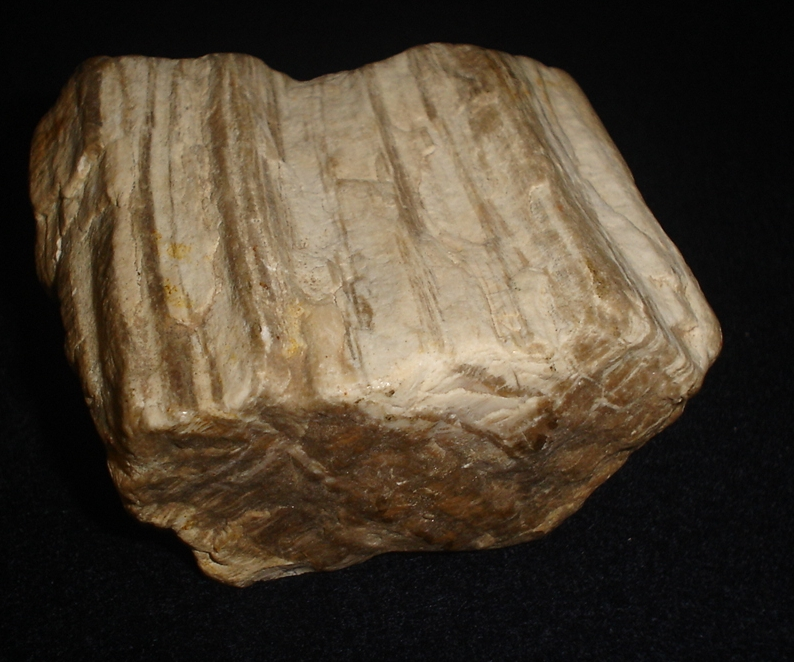
Bois fossilisé trouvé au Brésil.

#### Défenses diverses
Plusieurs mécanismes permettent aux arbres de se défendre contre des parasites :
- La compartimentation permet d'isoler les parties malades ou infectées.

Le professeur A. Shigo découvre et explique ce principe, et le nomme CODIT (Compartimentation Of Decay In Trees). Cette découverte met en lumière l'incapacité des ligneux de cicatriser, et le modèle propre à la dendrologie.
- Modification du pourcentage du tanin foliaire lors d'un stress.
- Émission de gaz, comme l'éthylène, afin d'alerter les congénères[32].

## Morphologie

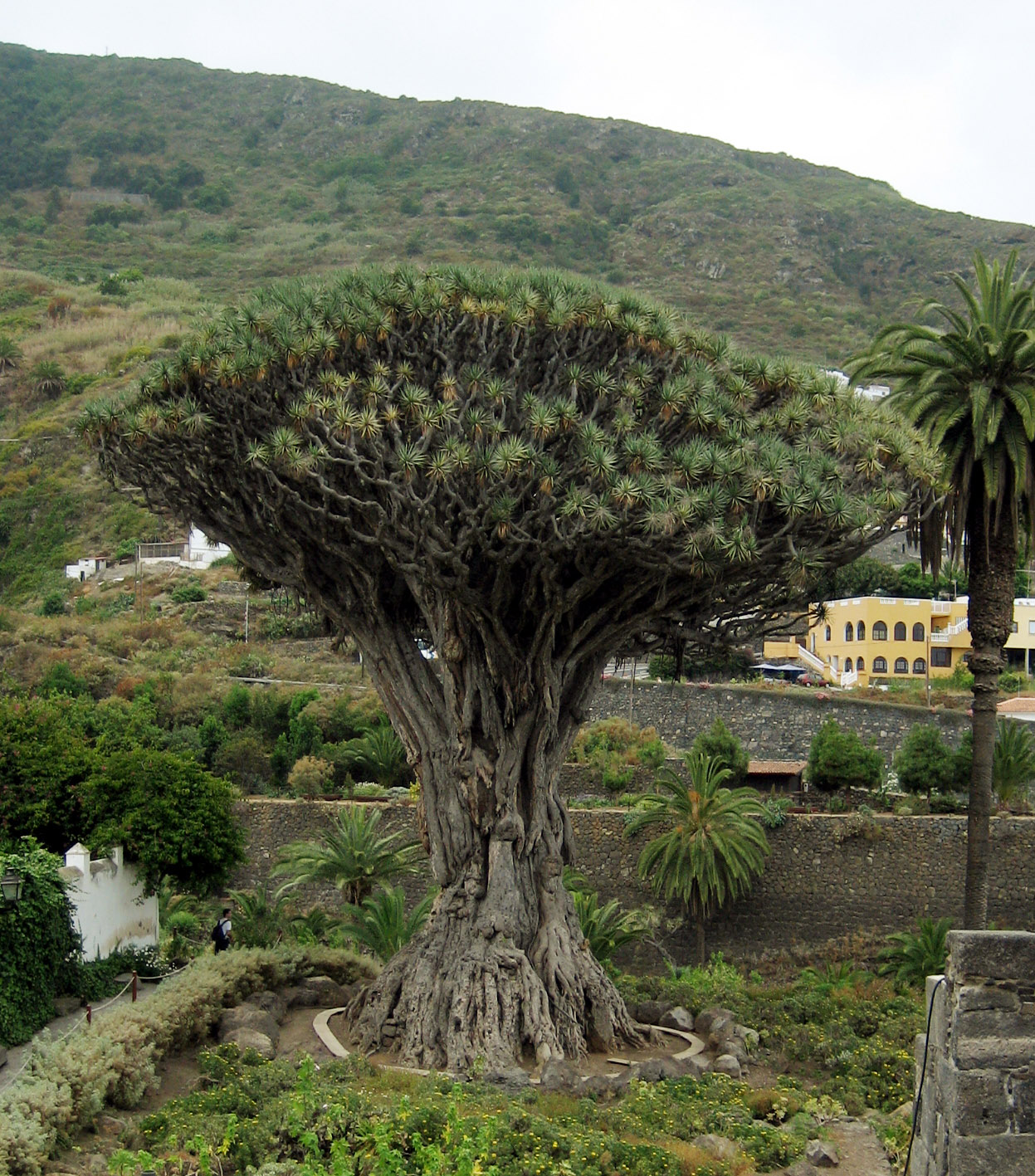
Le « tronc » des dragoniers (dracaena draco) ne présente pas d'anneaux concentriques, ce qui rend difficile, voire impossible, l'évaluation de l'âge multiséculaire de certains spécimens.

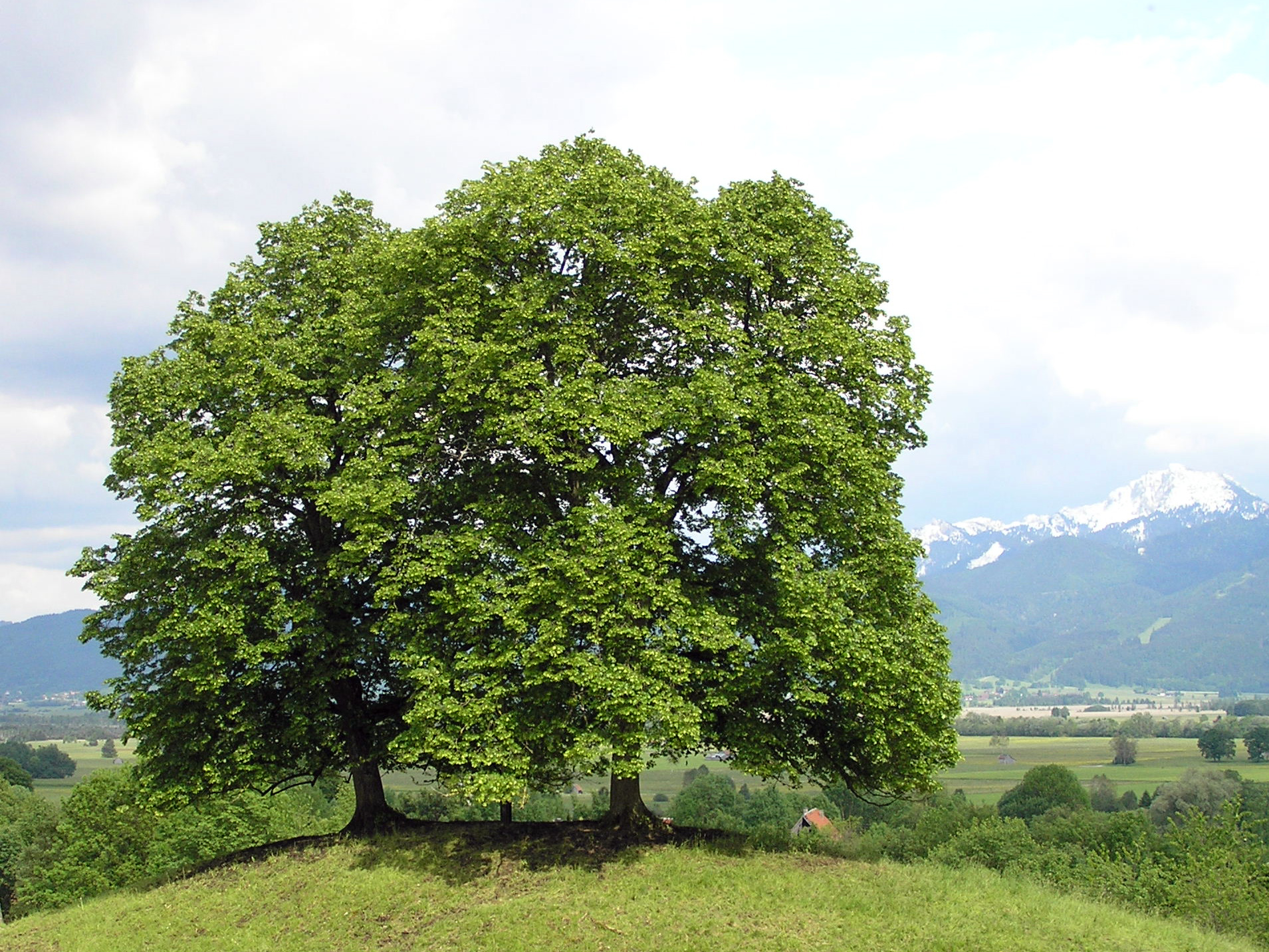
Port caractéristique d'arbres isolés des latitudes tempérées dont les branches basses sont broutées par des herbivores, ici des tilleuls (Tilia cordata).

Un arbre est généralement composé de racines, d'un ou plusieurs troncs principaux et de ramifications appelées branches.
La partie basale du tronc qui est dégarnie de branches forme le fût. Sa zone circulaire inférieure faisant jonction avec les racines s'appelle le collet.
L'ensemble des branches forme le houppier. La silhouette d'un arbre est caractérisée par son ou ses fûts, l'angle des rameaux entre eux, la disposition des branches au départ du tronc ainsi que la forme générale de son houppier : on parle du port de l'arbre. Par exemple, un houppier triangulaire large à la base et en pointe au sommet caractérise de nombreux résineux.
Le tronc et les branches comportent sur leurs périphéries des cellules mortes appelées rhytidome ou écorce, celle-ci protège la partie vivante des branches et du tronc. Cette écorce peut être une simple petite pellicule ou être très épaisse chez certaines variétés : elle approche les 30 cm chez les séquoias.
La plupart des arbres possèdent des feuilles chargées d'assurer la photosynthèse et l'essentiel des échanges gazeux. Quelques espèces ont cependant, à la place des feuilles, d'autres organes qui peuvent leur ressembler et qui assurent les mêmes fonctions : certains acacias portent des phyllodes qui sont des pétioles transformés, certains euphorbes arborescents ont des rameaux nus chlorophylliens, les aiguilles des pins sont des pseudophylles (des fausses feuilles de formation secondaire) et les filaos possèdent des extrémités ressemblant à des tiges de prêles. En revanche, les aiguilles des sapins sont de vraies feuilles en forme d'aiguilles.
À la surface des troncs apparaissent quelquefois aussi des « épicormiques » : bourgeons, amas, pousses épicormiques (poils, gourmands et branches gourmandes), picots, sphéroblastes et broussins ; ceux-ci apparaissent à partir de stimuli (lumière, blessures, infections, tensions, etc.) et évoluent avec l'âge de l'arbre et selon l'essence considérée.
La morphologie du tronc, des branches et des racines, correspond à une structure fractale : chaque branche peut être considérée comme un tronc plus petit pourvu lui aussi de branches et ainsi de suite jusqu'aux plus petits rameaux. Racines et radicelles se structurent également de manière auto-similaire. Il en ressort que l'arbre a une forme de dimension fractale de l’ordre de 2,5. Cette forme résulte du programme génétique de l'arbre, mais aussi d'interactions avec le sol, le climat, d'autres arbres, ou des animaux. La morphologie générale de l'arbre résulte ainsi de plusieurs facteurs, essentiellement : la maximisation de la performance hydraulique dans la conduction de la sève des racines vers les feuilles ; la portée mécanique maximale évitant aux arbres de s’effondrer sous leur propre poids ; la compétition pour l'accès à la lumière ; la réponse au vent, la thigmomorphogenèse, qui contrôle l’évolution du diamètre des branches.
Un accès différencié à la lumière où à une lumière plus vive (réverbérée par l'eau près des berges par exemple), ainsi que des contraintes et efforts internes modifiés par le vent, des accidents de vie sont sources de déformations de structures, dues à des maturations exprimées de manière différentielle lors de la formation du bois, des racines et de l'écorce. De même quand un arbre se met à pencher à la suite d'un mouvement du terrain (les branches cherchent à se redresser).
Ces déformations externes se traduisent par des modifications anatomique du bois, autrefois mis à profit, par exemple pour des bois de marine naturellement courbes (moins de risques de casse et de fentes).
Le tronc est naturellement unique mais il arrive parfois, à la suite d'un accident de croissance, ou d'une section due à un herbivore ou à un castor, qu'il se dédouble ou qu'il soit fourchu. La sylviculture en taillis, qui coupe les arbres et laisse les souches bourgeonner, donne notamment des troncs multiples appelés « cépées ».

## Histoire évolutive
Le premier arbre connu date du Dévonien. Il s'agit d'Archaeopteris, qui aurait vécu il y a 370 millions d'années. Pendant le Carbonifère, une période au climat chaud et humide, de grandes forêts s'étendent sur la surface du globe. L'un des arbres les plus communs de cette époque est Lépidodendron : il atteint une hauteur de 30 m et a un tronc de 3 m de diamètre.
Les premiers conifères apparaissent à la fin de cette période ; les taxons les plus proches de ces gymnospermes primitifs seraient Araucaria, Podocarpus et Taxus.
En Europe, les trois dernières glaciations voient les essences des zones tempérées disparaître des zones septentrionales pour reculer vers le Sud ou survivre dans quelques « zones refuges » de l’Europe septentrionale (nord de la Méditerranée) pour ensuite reconquérir, « assez » rapidement (à une vitesse de 0,42 à 1 km/an), le continent lors du réchauffement holocène, 11 000 ans avant nos jours.

## Classification
Il existe plusieurs manières de catégoriser les arbres :
- Classement par origine : les botanistes classent les arbres en autochtones, introduits, ou acclimatés.
- Classement en communautés ou groupements végétaux décrits par la phytosociologie, et par type de forêt où l'arbre peut être classé selon la strate qu'il occupe, son caractère dominant, etc. Les phytosociologues distinguent notamment l'« arbre hors forêt »[39] (appelé aussi « arbre champêtre » ou « arbre des champs » : arbre isolé au milieu d'une prairie ou sur la place d’un village, arbre d'alignement, arbre marquant une limite — haie, talus —, arbre fruitier)[40] et l'arbre de forêt.
- Les forestiers classent les arbres en :
  - « essences » (feuillus, résineux), vivant dans des lieux répondant à une typologie des stations forestières,
  - ou encore selon leur utilité sylvicole (essence-objectif) ou d'accompagnement,
  - et aussi selon leurs hauteurs, diamètre (petit bois, moyen-bois, gros-bois ou très gros bois) ou encore selon leur surface terrière. Les critères de classement varient selon les pays, les époques et les acteurs.

## Biodiversité
Selon les estimations, la planète compte entre 60 000 et 100 000 espèces d'arbres. Les forêts ont une densité d’environ 500 arbres par hectare. Les forêts tropicales humides présentent une large variété floristique associée à une abondance de grands arbres (200 à 300 espèces en moyenne par hectare, jusqu'à 500 parfois), mais bien moindre que la variété microbienne dans le sol. Les forêts tempérées n'hébergent qu'une dizaine à une quinzaine d'espèces d'arbres par hectare. L'UICN évalue dans les années 1990 à quelque 100 000 espèces arborées ou arborescentes connues dans l'ensemble de la biosphère. Une modélisation réalisée en 2008 confirme cette estimation de 100 000 espèces.
En 1998, un rapport sur l'état de conservation des quelque 100 000 espèces d'arbres recense à la fin du XXe siècle 95 espèces éteintes (y compris 18 à l'état sauvage), 976 dans un état de danger critique, 1 319 menacées et 3 609 vulnérables.
Une étude publiée en 2015 dans la revue Nature revoit à la hausse d'un facteur 10 l'estimation du nombre d'arbres sur Terre par rapport aux précédentes. « Les résultats indiquent qu'il y a environ 3 000 milliards d'arbres sur Terre, dont près de la moitié dans les forêts tropicales et subtropicales. Les régions boréales en abritent 740 milliards, et les régions tempérées, 610 milliards ». L'étude estime également que la surface occupée par les forêts diminue chaque année d'environ 192 000 km2 (un peu moins d'un tiers de la superficie de la France), ce qui représente environ 15,3 milliards d'arbres. Les chercheurs estiment que la superficie des forêts aurait diminué de 45,8 % depuis les grandes phases de défrichement (défrichages afin de disposer de surfaces cultivables) lors des débuts de l'agriculture il y a environ 11 000 ans, ces bouleversements étant jugés suffisamment profond par certains chercheurs que ces derniers, inspirés par le marxisme, ont évoqué une « révolution néolithique ».
Selon une étude publiée en 2017 par l'association Botanic Gardens Conservation International (BGCI), il existerait 60 065 espèces d'arbres différentes dans le monde. Le Brésil compte la plus grande variété d'arbres sur son territoire avec 8 715 espèces, suivie par la Colombie avec 5 776 espèces, et l'Indonésie avec 5 142 espèces. Excepté l'Arctique et l'Antarctique, où aucun arbre n'est recensé, l'Amérique du Nord présente la plus faible diversité avec 1 400 espèces. D'autre part, 58 % des espèces sont présentes dans un seul pays. Ainsi, 4 333 espèces se trouvent uniquement au Brésil, contre 2 991 espèces à Madagascar et 2 584 espèces en Australie. Le BGCI précise également que 9 600 espèces sont menacées d'extinction.
En 2022, un projet collaboratif mondial reprend les bases de données disponibles en les pondérant en fonction de la plus ou moins grande exhaustivité des études région par région, et aboutit à une estimation de 73 000 espèces, dont 9 200 à découvrir (40 % en Amérique du Sud). La plupart des espèces encore inconnues seraient rares, endémiques et tropicales ou subtropicales.

## Mécanique de l'arbre sur pied
Depuis l'invention de la filière bois, la mécanique a fait son entrée dans la botanique. Il y a eu la simulation numérique par Philippe de Reffye de la croissance des arbres, puis la Mécanique de l'arbre sur pied par D. Guitard et le modèle mécanique de la croissance d'une branche par Bernard Schaeffer,.

## Arbre, cycle du carbone et échanges de carbone
L'arbre joue un rôle majeur dans le cycle du carbone. On le présente souvent comme étant en constante compétition pour les ressources que sont l’eau, les nutriments du sol, la lumière et le gaz carbonique. Cependant il est aussi capable de symbioses (microbiennes et fongiques, car il offre de nombreux habitats et micro-habitats associés à un microbiote spécifique, formant un arbre-monde ou un holobionte constitué d'un hôte et de son cortège de communautés microbiennes) et d’échanges ou de partage de ressources, comparé par une étude récente à une sorte de marché souterrain horizontal du carbone. Ainsi, il prend dans l’air le CO2 nécessaire à ses besoins immédiats et futurs (pour sa reproduction et croissance) ; il le stocke principalement sous forme de sucres, de lignine et de cellulose, il produit aussi des protéines complexes et des lipides. Ces molécules sont utilisées pour construire son tronc, ses branches, feuilles et racines. Mais au fur et à mesure de sa croissance, l'arbre échange aussi - et de plus en plus - de grandes quantités de carbone avec ses voisins, via le gigantesque « réseau souterrain », de mycéliums des champignons symbiotiques du sol. Ces derniers acquièrent du sol et de la biomasse en décomposition des nutriments qu'ils transfèrent à leurs plantes-hôtes, en échange de carbone et d'autres nutriments (apport non négligeable car atteignant 80 % pour l'azote et le phosphore chez certains végétaux). Ils permettent aussi de recycler et valoriser une grande partie du carbone qu'on aurait pu croire « perdu » par les feuilles mortes, les fleurs tombées, les pollens et le bois mort d’autres arbres ou de l’individu-arbre lui-même) et il est maintenant confirmé qu’ils permettent des échanges importants de carbone d’un arbre à l’autre ; et même entre arbres d’espèces différentes.
On avait déjà montré que les jeunes plants d'arbres bénéficiaient d'apports importants de carbone via le réseau mycorhizien souterrain, mais des chercheurs de l’Université de Bâle et de l'Institut Paul Scherrer (PSI) ont récemment (2016) montré que les arbres adultes de forêts tempérées exportent également de grandes quantités de sucres et bien plus loin qu'on ne le pensait. Pour cela, à partir d’une grue installée dans une forêt située près de Bâle, ils ont utilisé un réseau de longs tubes de plastique pour diffuser sur les couronnes d’arbres (épinettes) de 40 m, âgés de 120 ans environ un flux de dioxyde de carbone radiomarqué afin de pouvoir tracer la cinétique environnementale de ce carbone dans l’arbre (des feuilles aux racines) et l’écosystème. Lors de cette expérience, une surprise a été de rapidement aussi trouver ce carbone radiomarqué dans les racines des arbres voisins bien qu’ils n’en aient pas directement reçu, y compris chez des arbres provenant d'autres espèces (pin, mélèze).
Pour les auteurs de l'étude : ceci confirme l'importance encore sous-estimée du rôle des champignons, et que la "Forêt est plus que la somme de ses arbres" ; Ainsi, dans leur rapport au CO2 (et donc au climat) les arbres ne doivent pas uniquement être considérés comme des individus, mais aussi comme éléments interagissants entre eux et avec les autres arbres, dans l’écosystème forestier et la biosphère.
Une équipe internationale de scientifiques a découvert que les arbres absorbent non seulement du dioxyde de carbone (CO2) via la photosynthèse, mais aussi du méthane, un gaz à effet de serre encore plus puissant. Des microbes dans l'écorce des arbres peuvent éliminer le méthane de l'atmosphère à une échelle comparable, voire supérieure, à celle du sol. Cette découverte pourrait jouer un rôle crucial dans la lutte contre le changement climatique, en ajoutant environ 10 % aux avantages climatiques déjà offerts par les arbres, notamment dans les forêts tropicales.

## Records divers
- Records de hauteur : les records actuels de plus grandes hauteurs atteintes par des arbres sont détenus par des séquoias à feuilles d'if (Sequoia sempervirens) en Californie. L'individu le plus haut mesure 115,55 m, il a été baptisé Hyperion. Néanmoins ce sont des Eucalyptus qui détiennent le record historique de hauteur. En 1872, le forestier William Ferguson (en) remarque un Eucalyptus regnans près de la Rivière Watts (en), dans l'état de Victoria, en Australie. À l'époque, sa hauteur est estimée à plus de 132 m[63]. On compte d'ailleurs à cette époque plusieurs eucalyptus dont la hauteur de certains est évaluée à près de 140 m, mais aucun n'a survécu à l'exploitation forestière à la fin du XIXe siècle[64]. Ces mesures historiques sont cependant sujettes à caution car un modèle physique impose une limite de 130 m, hauteur que ne pourrait dépasser le flux d'eau en raison de la cavitation[65] et de la gravité[66]. En Amazonie, le plus grand arbre contemporain connu mesure 88 m (pour une circonférence de 5,5 m).[réf. nécessaire]
- Records de longévité : le plus vieil arbre connu en tant qu'organisme pourrait être l'épicéa Old Tjikko vivant sur la montagne Fulufjället. Il s'agirait en réalité plutôt d'un des clones issu de la plante mère : l'âge exact de la partie visible n'est pas 9 550 ans, mais l'analyse du bois sous-jacent (mort aujourd'hui) montre qu'il contient le même matériel génétique que la partie vivante et contemporaine de cet arbre[67],[68]. Le plus vieil arbre non clonal découvert dans les Montagnes Rocheuses en 2012 est âgé de 5 063 ans, il s'agit d'un pin Bristlecone[69].

- Surface et volume : pour calculer la surface d'un arbre, il faut mesurer chaque feuille recto verso, ajouter la surface du tronc, des branches et rameaux, des racines longues et fines et des poils absorbants, sans oublier les poches dans l'écorce et surtout les mycorhizes. Un arbre feuillu forestier de taille moyenne (15 m) présente une surface cumulée de 30 ha, la surface de ses racines mycorhizées est au moins cinq fois plus grande (150 ha)[70]. Ces caractéristiques permettent d'assurer une surface maximale de contact entre l'arbre et le milieu (sol et air) dont il tire les ressources nutritives. Il double de poids quand il est mouillé. L'arbre le plus volumineux est un Séquoia géant, le General Sherman avec un volume de 1 487 m3.
- Grâce aux images satellitaires, l'Organisation des Nations unies pour l'alimentation et l'agriculture[71] a estimé en 2005 que la couverture forestière sur Terre est de 3,9 milliards d'hectares, ce qui correspond, compte tenu de leur densité, à 400 milliards d'arbres[72]. Néanmoins, une étude publiée en 2015 révise à la hausse ce chiffre en indiquant que la Terre compte 3 040 milliards d'arbres (1 300 milliards dans les forêts tropicales et subtropicales, 740 milliards dans les régions boréales et 660 milliards dans les régions tempérées). Cette étude précise que chaque année, 15 milliards d'arbres disparaissent et depuis le début de la civilisation humaine, le nombre d'arbres a chuté de 46 %[73].

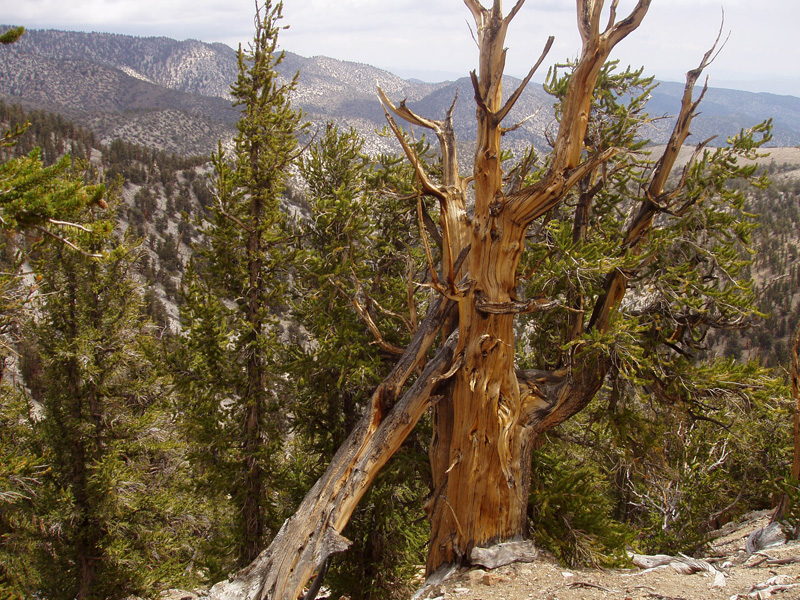
Les plus vieux arbres connus au monde furent jusqu'en 2008 des pins de Bristlecone (Pinus longaeva) comme ici dans les Inyo Mountains, en Californie. Ils peuvent vivre plus de 4 000 ans, certains individus ont presque 5 000 ans.
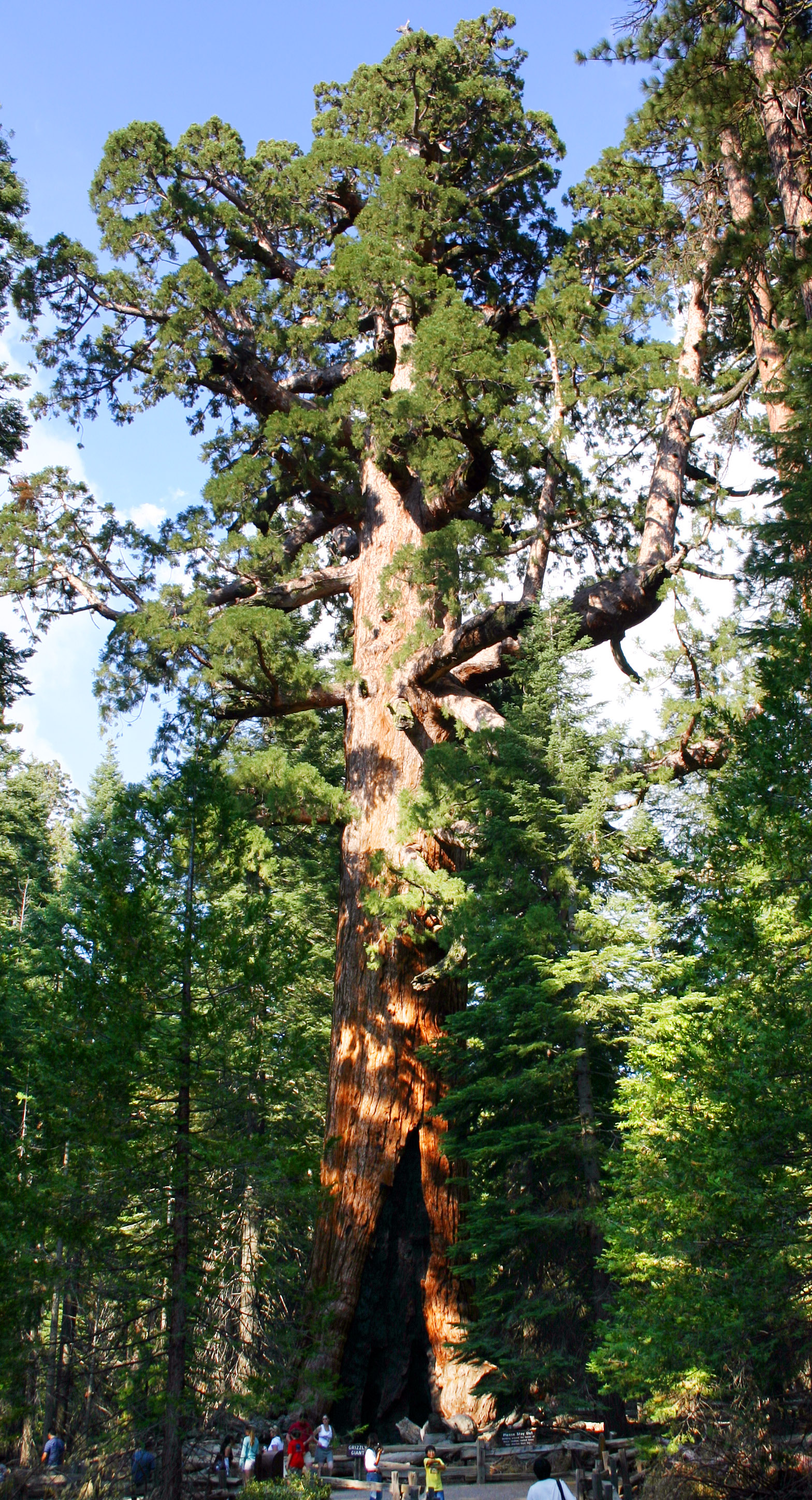
Les arbres les plus volumineux du monde sont des séquoias géants (Sequoiadendron gigantea), comme ici le Grizzly Giant dans le Parc national de Yosemite. Le plus imposant spécimen, baptisé General Sherman, a un tronc de 1 487 m3 pour une hauteur de 83,8 m.
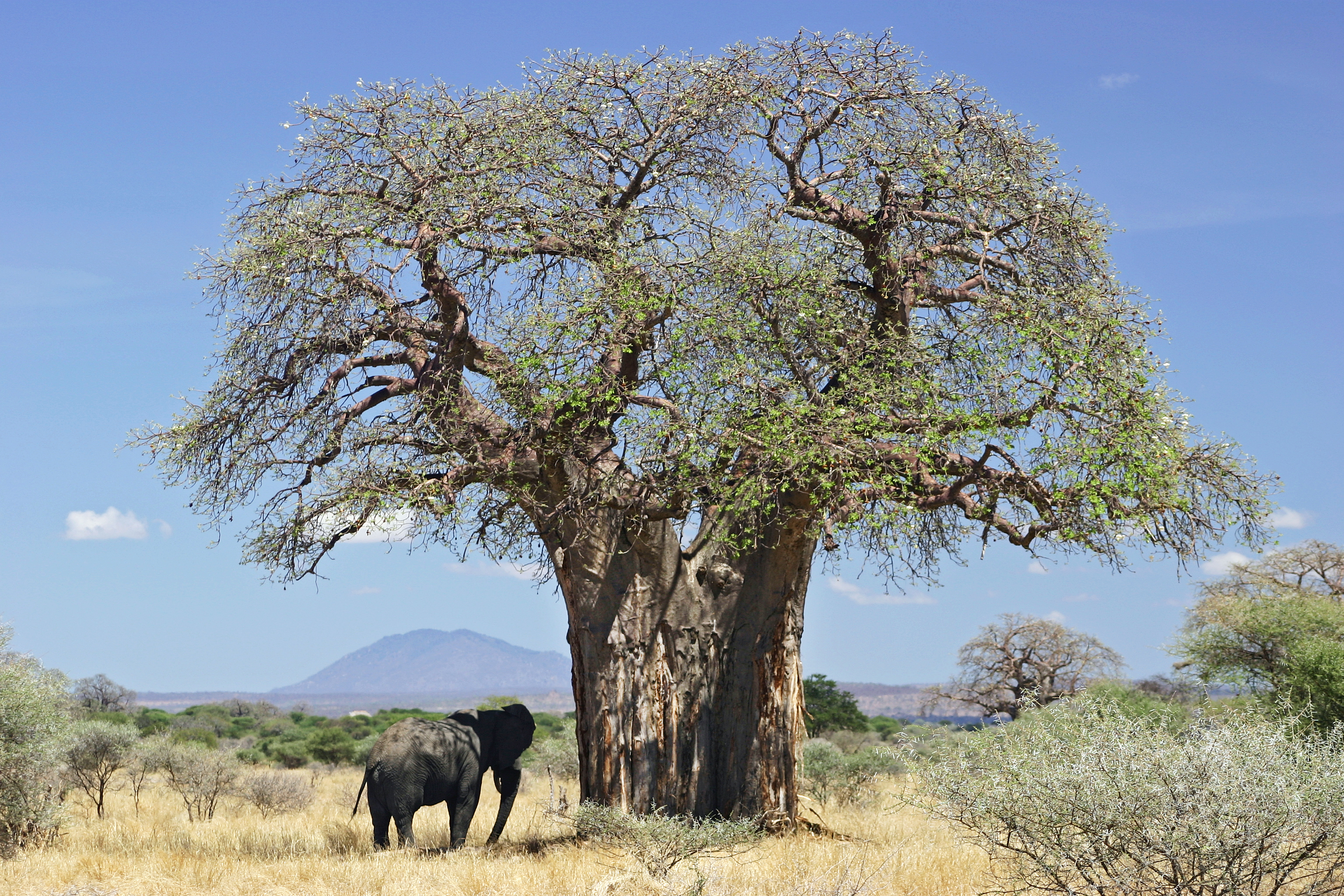
Les arbres aux troncs les plus gros sont des baobabs d'Afrique (Adansonia digitata) Leur tronc peut atteindre jusqu'à 7 m de diamètre.

## Rôles et usages de l'arbre
Les arbres fournissent de nombreux services écosystémiques autres que la conservation de la biodiversité.

### Usages par l'homme
|  |  |  |  |  |

L'arbre procure des matières premières pour un grand nombre d'industries (papetière, seconde transformation du bois, chimique…) ; il joue un rôle économique important.
Voici quelques exemples de son exploitation :
- Pour son bois :
  - bois de chauffage
  - bois d'œuvre (charpente, construction navale…)
  - bois d'ébénisterie
  - cellulose (pâte à papier)
  - charbon de bois
  - tanins (fûts de vin en chêne…)
- Pour son écorce (suber) :
  - chêne-liège, chêne rouvre (tan), bouleau, quinquina…
- pour ses feuilles :
  - fourrage (élevage du bétail)
  - mûrier (élevage du ver à soie)
- Pour ses fruits :
  - fruits frais, fruits secs, fruits tropicaux…
  - matières oléagineuses : cocotier, olivier, palmier à huile…
  - fibres : kapokier
- Pour ses inflorescences :
  - tilleul, mimosa
- Pour sa sève et ses sécrétions :
  - résine du pin, sève de l'érable, hévéa (caoutchouc naturel)
  - sève de l'érable (sirop buvable et apprécié)
- Pour l'agrément :
  - arbres d'ornement, ombrage, bonsaï
  - grimpe d'arbres, parcours aventure en forêt
- Pour ses fonctions écologiques :
  - assèchement des marais (eucalyptus)
  - rideau brise-vent
  - climatiseur[74]
  - lutte contre l'érosion
  - fixation du gaz carbonique (« puits de carbone »)
  - refuge pour de nombreuses espèces, il est indispensable pour préserver la biodiversité.
- Comme régulateur du rayonnement solaire
  - arbre d'alignement : tilleul, frêne, platane
  - arbre d'ombrage, en régions tropicales dans les plantations de caféiers, cacaoyers, théiers, bananiers, etc.
  - sur les parcours herbagers (sylvopastoralisme)
- Pour délimiter, contenir
  - jalonage d'un champ (arbre cornier, haie arbustive)
  - clôture d'une pâture (plessage)

Les humains ont autrefois récolté, conservé et consommé des écorces, aubiers (parfois transformés en farines) ainsi que des feuilles comestibles, de la sève, des résines... pour des usages alimentaires directs (consommation crue ou cuite) ou indirects (ex : pour le fumage de viandes et poissons, emballer ou cuire des aliments, etc.,, certains de ces usages étant encore pratiqués, notamment en zone sahélienne. Certains arbres nourrissent des chenilles comestibles,, et le bois mort ou certains arbres affaiblis sont aussi des sources de champignons comestibles lignivores responsables de la pourriture du bois et de larves comestibles d'insectes xylophages. Une grande partie des champignons forestiers mycorhiziens sont également dépendant des arbres (truffes notamment).
En outre, de nombreuses espèces sont utilisées en phytothérapie ou en sylvothérapie (système immunitaire humain bénéficiant des effets attribués aux phytoncides).
Certaines espèces d'arbres comme le moringa, le margousier ou le moabi cumulent de nombreux avantages alimentaires, pharmaceutiques, économiques et culturels ; ils sont actuellement étudiés pour être produits à grande échelle.

### Arbre urbain
L'arbre urbain est maintenant considéré comme un bien commun et une source de services écosystémiques et d'intérêt public et général.
Il joue un rôle essentiel dans l'écologie urbaine — on parle parfois d′urbanisme végétal — comme élément de décor, d'aménagement, et participe à l'atténuation légère de la pollution sonore, de la pollution de l'air et des pics thermo-hygrométriques propres aux microclimats urbains, fonctionnant comme un véritable dispositif d'épuration atmosphérique et constituant un écrans anti-bruit. David J. Nowak parle même de biotechnologie, pour décrire le boisement urbain (Urban forestry) et ses capacités à améliorer, dépolluer l'eau, l'air (un arbre adulte retient en moyenne 100 kg de poussières par an), le sol, à tamponner les chocs climatiques et à constituer un puits de carbone.
Néanmoins les gestionnaires d'arbres urbains doivent relever de nombreux défis, car dans l'espace public et hors de quelques grands parcs urbains publics ou privés, ces arbres sont soumis à de nombreux stress qui abrègent fortement leur espérance de vie (ne dépassant généralement pas 30 ans).
Les racines manquent de place et tendent à se diriger vers les égouts pour trouver de l'eau, au risque de les pénétrer et parfois les obstruer. Elles doivent se développer dans un sol souvent de piètre qualité, imperméabilisé et alors exposé à des alternances de manque et d'excès d'eau.
Le tronc, les branches et les racines subissent des agressions, notamment des dommages mécaniques et chimiques, le vandalisme, des tailles dures et la pollution urbaine. Les distances de plantation, le jalonnement et les protections demeurent parfois inadaptés. L'environnement évolue autour de l'arbre sans tenir compte de son intégrité, comme dans le cas de la coupure du système racinaire. Les propriétaires inexpérimentés ou certaines entreprises insuffisamment formées traitent les arbres de manière inappropriée. Les canopées manquent souvent de lumière le jour et subissent la pollution lumineuse la nuit. En raison de la bulle de chaleur urbaine et de la pollution lumineuse, le débourrement se montre souvent plus précoce, et la chute des feuilles beaucoup plus tardive ; parfois de plusieurs mois sous les lampadaires. Selon la NASA, ils produisent 20 % de moins d'oxygène que le même arbre dans la nature. Néanmoins une étude récente laisse penser qu'on a pu sous-estimer la capacité des arbres à épurer l'air de certains polluants, en particulier des composés organiques volatils.
Planter des arbres déjà adultes se montre très coûteux et la plantation et protection des jeunes arbres, qui installent mieux leur système racinaire mais restent vulnérables durant de longues années, reste difficile. Beaucoup de cultivars plantés en alignement mono-spécifiques s'avèrent à terme vulnérables aux épidémies et à divers pathogènes, en plus de contribuer à une perte de diversité génétique chez les espèces-mères. Une bonne gestion nécessite des inventaires souvent mis à jour et une surveillance sanitaire plus étroite. La taille reste obligatoire dans de nombreux cas, avec une accessibilité parfois difficile ; elle constitue une porte d'entrée pour de nombreux pathogènes et doit alors se poursuivre dans le temps chez certaines espèces.
Une gestion attentive et une communication adaptée sont nécessaires pour trouver le soutien ou l'appui actif du public, et pour que l'arbre urbain soit considéré par le plus grand nombre comme un avantage plus qu'un inconvénient.

### La taille des arbres
- Taille en têtard (arbre têtard ou trogne) : une taille en forme de têtard visant à obtenir du bois de chauffe et du fourrage de façon pérenne en agriculture.
- Taille en tonnelle : une taille architecturée visant à obtenir un port étalé dans un volume défini. Dans le but de perpétuer une tradition paysagère et de créer un plateau d’ombrage dans le volume restreint.
- Taille en pyramide : une taille architecturée permettant de conserver l’arbre dans un volume d’aspect pyramidal (ex : platanes en alignement). Dans le but de créer une belle esthétique, renforcer une composition paysagère et adapter l’arbre à des changements de milieu ou de gestion.
- Taille en rideau : type de taille douce, c’est une forme architecturée qu’on utilise dans les parcs ou en zone urbaine quand il s’agit de faire un alignement. Les volumes des arbres sont façonnés par un plan et non plus par rapport à l’axe du tronc. On utilise cette taille pour les arbres à essence abondamment et régulièrement ramifiée, pour des buis, charmes, hêtres, platanes, marronniers, tilleul, dans le but de créer une esthétique visuelle et de renforcer une composition paysagère, de permettre une cohabitation durable entre le végétal et son environnement (ex : trafic routier, façade…) et de mécaniser les opérations de tailles.
- Taille de réhabilitation : pour les arbres dont on veut changer profondément le mode de conduite. Dans le but de modifier des erreurs de conception paysagère et d’estimation de volume, d’adapter l’arbre à des changements de milieu et de changer la gestion arboricole en vue d’abaisser le coût de l’entretien.
- Taille de cohabitation : pour les arbres dont le développement en hauteur n’est pas adapté à son environnement. Dans le but de permettre un développement limité de l’arbre tout en conservant un port libre (naturel) et d’éviter les tailles drastiques c'est-à-dire trop sévères.
- Conduite des conifères : contrairement aux feuillus, la plupart des conifères ont leurs axes de croissance déjà prédéfinis et procède donc à un élagage naturel. La conduite des conifères est pratiquée aux arbres dépérissant et chargés de bois mort, les jeunes arbres défléchis et ceux qui sont déséquilibrés à cause de leurs branches lourdes et fragilisées.

Rappelons toutefois un principe :
« Situé dans un milieu qui lui convient, auquel il s'est peu à peu adapté, ne subissant pas de contraintes particulières dans son expansion aérienne ou souterraines et ne présentant pas de signes de dépérissement ou d'attaque parasitaires, un arbre n'a pas besoin d'être taillé. » (E. Michau)

## Dans la culture
L'arbre est un schème qui semble quasiment universel. Même dans les contextes très artificialisés, il reste très souvent associé, notamment par les adultes des conurbations, au sentiment positif d'une présence agréable et relaxante. Une enquête faite aux États-Unis laisse penser que ce sentiment n'est pas uniquement lié aux expériences de l'enfance (présence d'arbres dans l'environnement proche, activité dans la nature…), mais aussi aux sentiments exprimés par les parents sur la nature, avec des variations selon le sexe, l'âge et l'origine ethnique des personnes interrogées.
Les gens montrent des préférences pour la taille, forme et couleur des arbres. De manière générale, les couleurs vertes et rouges semblent préférées au jaunâtre et pourpre, peut-être parce que celles-là sont associées à des arbres en meilleure santé, et donc à un environnement plus propice au développement humain. La naturalité d'un paysage, sa richesse et son harmonie, et la présence de l'arbre dans ce cadre jouent aussi un rôle important dans le sentiment de paix ou de bien-être qu'il procure. Ainsi au Japon, une étude sur l'effet curatif de la végétation existant dans le paysage a montré que 94 % des interrogés décrivent spontanément préférer un paysage très naturel, contre 1 % préférant un paysage artificiel, avec des variations selon l'âge.
Dans la littérature, l'arbre provoque des émotions selon qu'il est tour à tour objet de crainte (arbre des sorcières, arbre au gibet, arbre terrifiant dans les cauchemars d'enfants comme chez George Sand) ou d'amour (lieu de la rêverie romantique, initiales ou cœur gravé sur l'écorce — pratique déjà décrite dans le temple d'Astrée où les noms des dieux sont inscrits dans l'écorce d'un chêne — ou encore lieu de la liberté comme dans Le Baron perché), arbre chtonien ou ouranien.

### Symbolique

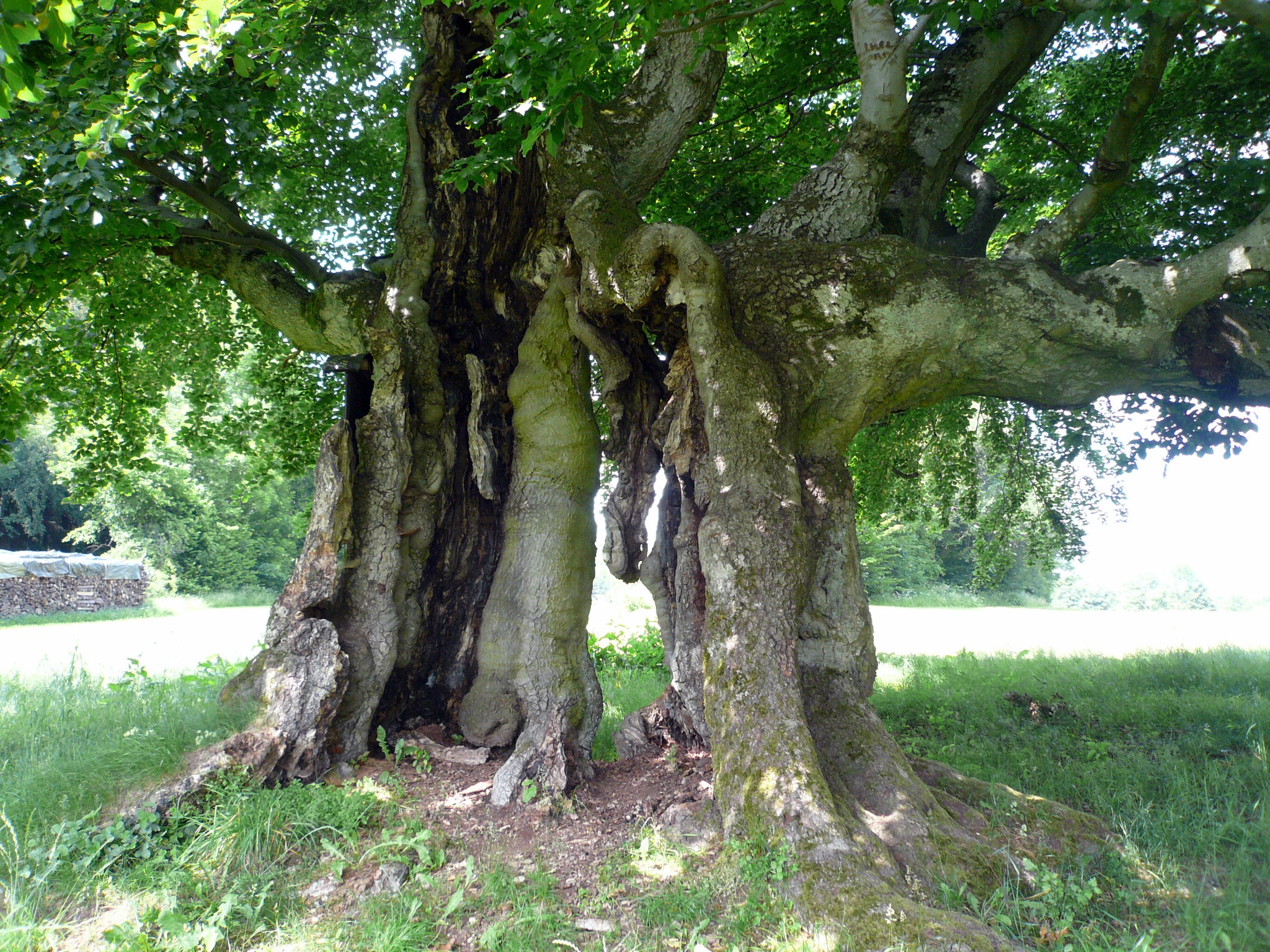
De nombreux arbres anciens sont dits « remarquables ».

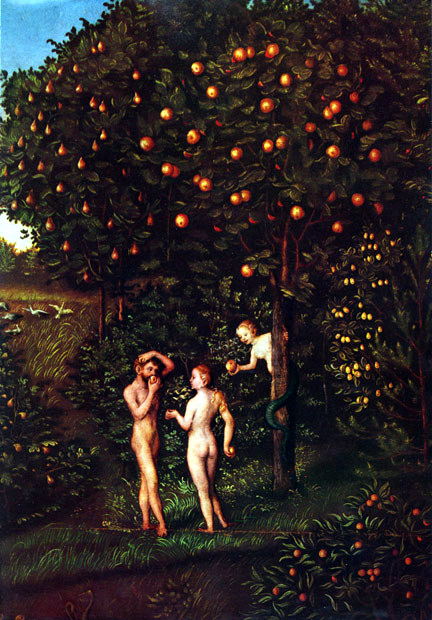
L'arbre de la connaissance du bien et du mal dans la Bible portant le « fruit défendu », tel qu'imaginé et peint par Lucas Cranach l'Ancien (1472-1553).

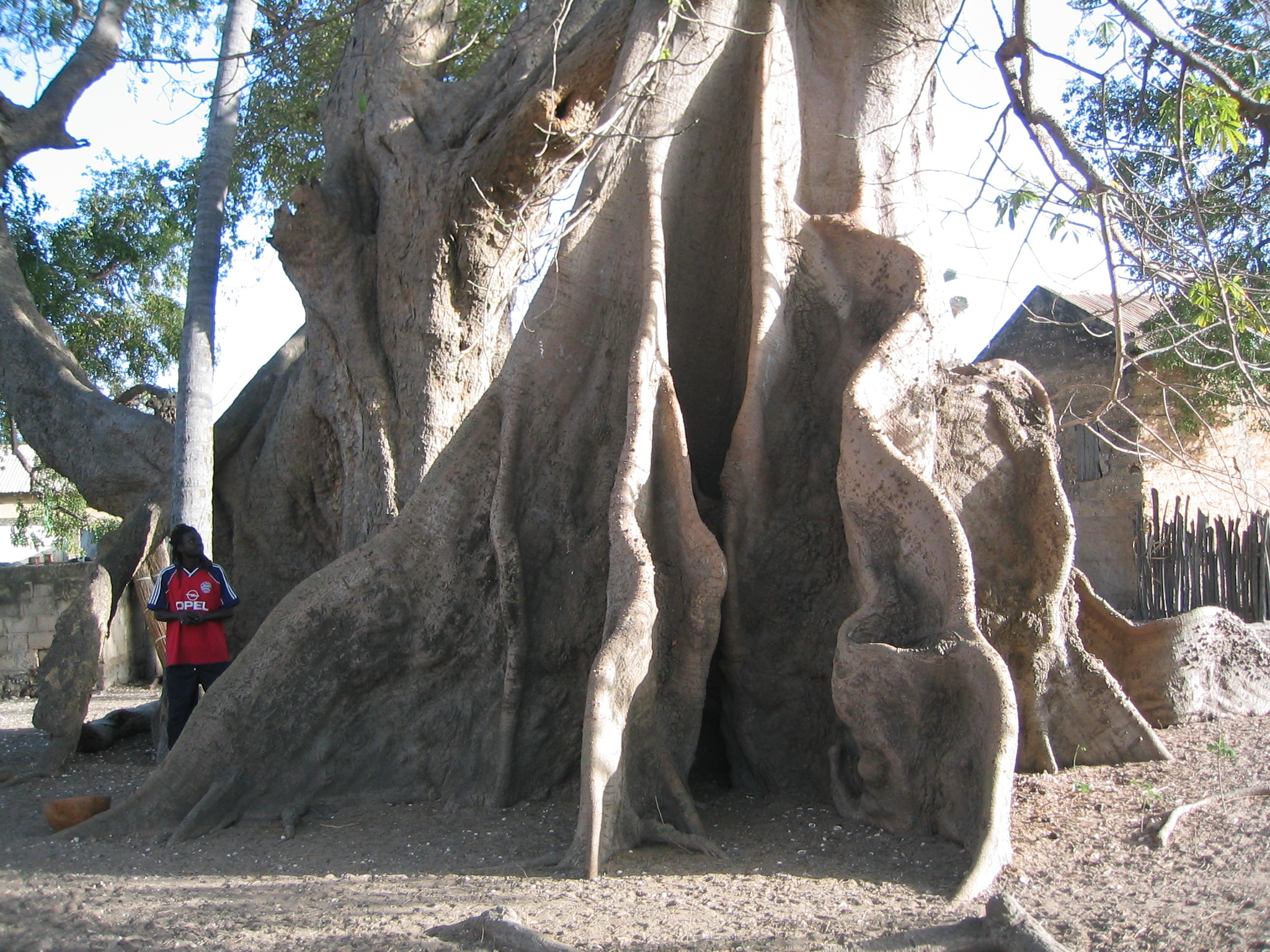
Un fromager, un rônier et un caïlcédrat (khaya) se sont entremêlés dans le village Mar Lodj (île du Sénégal). On en a fait un symbole de l'entente entre les trois principales religions pratiquées dans le pays : islam, christianisme et animisme.

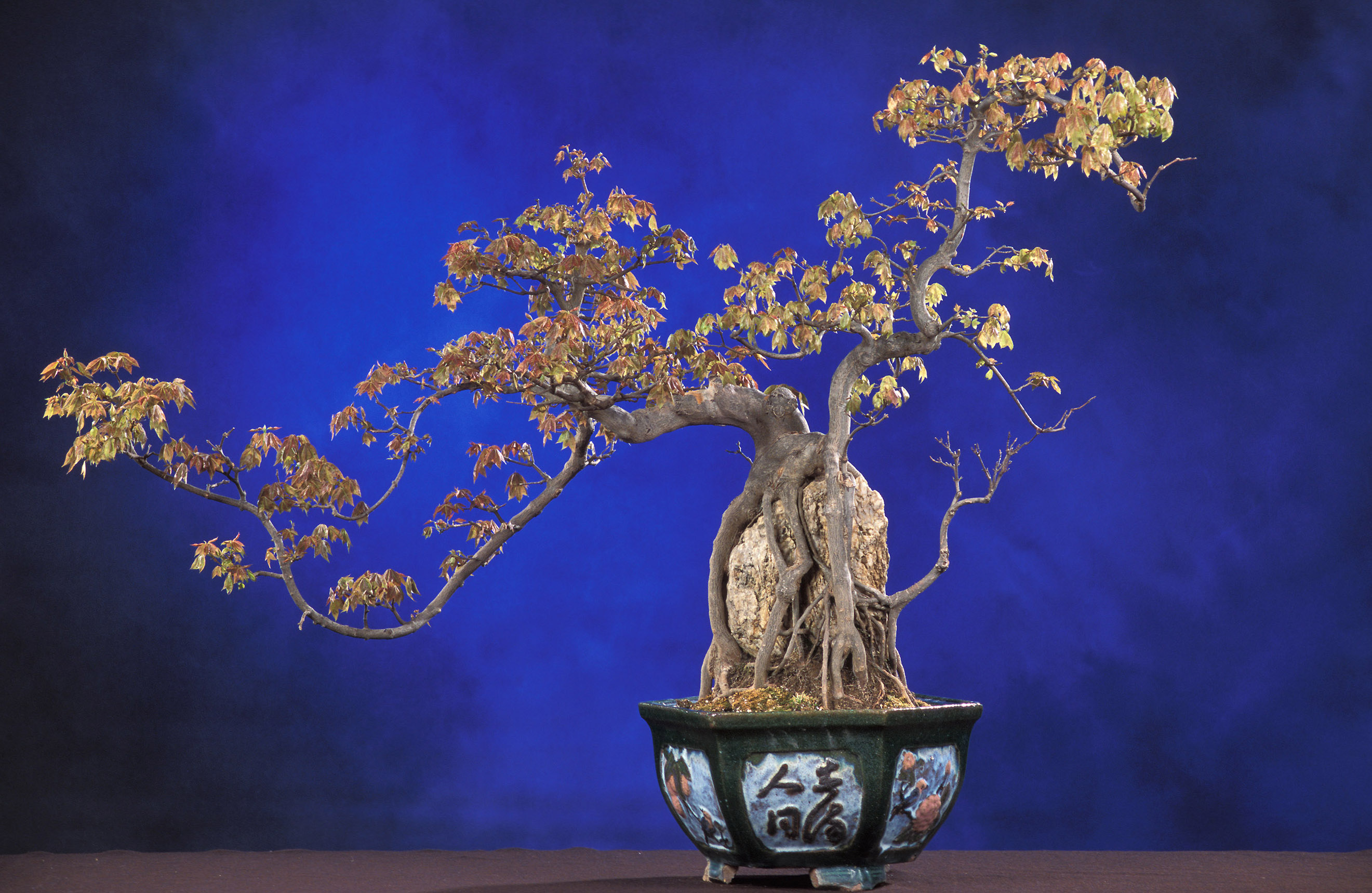
Acer buergerianum.

L'arbre symbolise tantôt les forces de la Vie comme l'arbre de vie, tantôt l'homme, tantôt une famille : arbre généalogique.
Dans la Bible, plus particulièrement dans le second récit de la Création du Livre de la Genèse, le tronc de l'arbre fait fonction de lien entre la terre où il a ses racines et le ciel où il est dirigé. L'arbre est donc un symbole de la communion entre les deux mondes : celui d'en haut où habite la divinité et celui d'en bas où habitent les humains.
Dans la mythologie nordique, Yggdrasil est l'Arbre Monde sur lequel reposent les neuf royaumes.
L’Arbre est la reprise de l'arbre de vie sumérien, puis mésopotamien avant de passer dans la Bible. Le vol des pommes d'or dans les jardins des Hespérides devient le fruit de l'arbre du Paradis.
Dans le jardin d'Éden, il y a des arbres, dont deux particuliers : l'arbre de vie, qui symbolise l'immortalité, et l'arbre de la connaissance du bien et du mal, qui symbolise le savoir illimité, deux caractéristiques réservées à Dieu.
En Islam, il est également fait référence, dans certains écrits spirituels, à l'Arbre du Monde.
Lors des cycles saisonniers, la « mort » présumée et la « renaissance » annuelle de l'arbre au printemps l'ont fait adopter comme symbole de la fécondité, de retour à la vie. Témoins les traditions d'arbre de mai et d'arbre de Noël.
Certains arbres ont une symbolique propre : l'olivier (Olea europea) représente la paix, la sérénité (c'est aussi un symbole du Christ), le chêne (Quercus sp.) représente la robustesse, la longévité.
On retrouve cette représentation dans certains tests psychologiques (Test de l'arbre) : les racines représentent l'ancrage de la personne dans sa propre vie, dans la réalité, le tronc sa posture, les branches et les feuilles son épanouissement.
L'olivier est un des symboles de l'Athènes antique : il aurait été offert à la cité par la déesse Athéna à l'occasion d'un concours avec le dieu de la mer Poséidon. L'olivier est aussi symbole de paix.
Arbres emblèmes : la feuille d'érable à sucre (Acer saccharum) est l'emblème du Canada, le cèdre (Cedrus libani) celui du Liban. Le pernambouc (Paubrasilia echinata) est l'arbre national du Brésil (voir aussi la liste des plantes-emblèmes).
Au Japon, Hanami, la période de floraison des cerisiers, les Sakura, (Prunus sp.) à la fin de l'hiver et Momijigari, la période de passage aux couleurs d'automne de l'érable japonais (Acer japonicum) sont des événements célébrés dans tout le pays.
En Afrique, l'arbre à palabres est un lieu traditionnel de rassemblement.
Les pièces de 1 et de 2 euros, œuvres de Joaquin Jimenez, sont frappées depuis 1999 ; « elles portent "l’Arbre étoilé" et arborent un symbole fort de liberté, de vie et de croissance, de pérennité et de renouveau ».

### Divinités
- Gaule : Les dieux-arbres gaulois connus par des inscriptions latines sont Robur, Fagus, Buxenus, Tres Arbores, Sex Arbores et Abellio. Ils correspondent respectivement aux arbres sacrés qu'étaient, très rarement et en certains lieux sanctuarisés, le chêne rouvre, le hêtre, le buis, l'association de « Trois Arbres », l'association de « Six Arbres » et enfin l'ensemble des arbres fruitiers, en particulier le pommier. Ce sont leurs sanctuaires auprès d'arbres remarquables ou sacrés qui ont laissé des traces toponymiques, et non les espèces d'arbres en elles-mêmes. Les adeptes du christianisme martinien, hostiles aux vieux cultes païens, les abattaient à la hache.
- Grèce antique : Dryades, Hamadryades
- Japon : Kodama

### Proverbes
- Il ne faut pas mettre le doigt entre l'arbre et l'écorce.
- Le fruit ne tombe pas loin de l'arbre.
- L'arbre qui cache la forêt.
- Un arbre qui tombe fait plus de bruit qu'une forêt qui pousse.
- Un arbre n'a pas plus de chance que deux arbres.
- Les arbres ne montent pas jusqu'au ciel.
- On reconnaît l'arbre à ses fruits.
- D'où vient cette branche, c'est de cet arbre (a.m[Quoi ?] Tunisie)
- On ne mesure la hauteur d'un arbre que lorsqu'il est abattu.

## Statut juridique de l'arbre
Si la forêt et les bois sont plus ou moins protégés par le droit coutumier ou codifié de par le monde, comme avec le code forestier, l'arbre en tant qu'individu a rarement un statut juridique clair, même quand une valeur patrimoniale importante lui est unanimement reconnue (arbre remarquable).
Dans certaines cultures, des arbres peuvent être sacrés, de même qu'existent des bois sacrés.
Dans certains pays un arbre ou des arbres peuvent être protégés par une servitude environnementale qui peut interdire aux générations successives d'acheteurs d'un terrain de les couper et/ou exploiter.

### En France
L'arbre en ville a pu faire l'objet de protections spécifique car présentant une valeur particulière en raison de sa rareté et vulnérabilité dans le contexte urbain, d'abord grâce au droit du patrimoine « remarquable » (Loi du 31 décembre 1913 sur les monuments historiques, loi du 2 mai 1930 sur les sites et monuments naturels, Zones de Protection du Patrimoine Architectural Urbain et Paysager instaurées par la loi de décentralisation du 7 janvier 1983 et secteurs sauvegardés de la loi Malraux de 1962 qui toutes peuvent protéger des arbres remarquables), aujourd'hui sous l'égide du Service départemental de l'architecture et du patrimoine (SDAP).
Des réflexions existent pour donner aux arbres et en particulier aux arbres remarquables un statut plus clair,.
La loi Paysage a modifié les modalités d'enquête publique et introduit des outils permettant dans une certaine mesure la protection d'arbres dans le paysage (arbres et alignements remarquables). Parmi les outils mobilisables pour protéger des arbres figurent (principalement dans le cadre de la loi paysage et du droit de l'urbanisme) :
- Divers instruments de connaissances (inventaires patrimoniaux, atlas d'arbres remarquables, atlas des paysages, observatoire de la biodiversité, etc.) ;
- Le plan d'aménagement et de développement durable qui est opposable et contient des prescriptions ayant valeur réglementaire, peut sur la base de l'étude d’environnement (obligatoire) contenir des prescriptions opposables aux tiers notamment à propos des arbres (la jurisprudence rappelle que les prescriptions doivent être clairement décrites pour faciliter leur application et éventuellement leur sanction en cas de violation[101]. Le PADD peut ajouter des prescriptions dans sa partie facultative (en complément de sa partie obligatoire) dont à propos du traitement des arbres dans les rues, sentiers piétonniers et pistes cyclables ou espaces et ouvrages publics à conserver, à modifier ou à créer, etc. ou dans le cadre des « mesures de nature à assurer la protection des paysages » ;
- Le règlement du Plan local d'urbanisme (PLU) qui peut dans ses documents graphiques identifier des arbres à protéger ou méritant des dispositions particulières (« Espace Boisé Classé »). Le maire peut, dans le cadre de l'élaboration ou révision du PLU, recueillir l’avis de tout organisme ou association compétente en matière notamment d’environnement et de patrimoine arboré. Le préfet peut aussi « porter à connaissance » de la commune des éléments relatifs à ce patrimoine, par exemple en citant un atlas des paysages, le SRCE[102], les inventaires ZNIEFF ou d'autres types de sources pertinentes. In fine, « Le règlement délimite les zones urbaines, les zones à urbaniser, les zones agricoles et les zones naturelles et forestières. Il fixe les dispositions d’urbanisme applicables à l’intérieur de chacune de ces zones… ». Ses prescriptions et dispositions peuvent inclure des mesures de protection de l’arbre, tant qu'elles se montrent adaptées aux objectifs cités par le rapport de présentation du PLU et qu'elles respectent le droit de l’urbanisme. Chaque zone du PLU peut contenir des plantations arborées soumises au régime des espaces boisés classés (en respectant le droit civil régissant les relations de voisinage) ;
- Les espaces boisés classés (bois, forêts, parcs à conserver, à protéger ou à créer, qu’ils soient soumis ou non au régime forestier, enclos ou non, attenant ou non à des habitations), arbres isolés, haies ou réseaux de haies, des plantations d’alignements[103]. Une fois le PLU approuvé, « Le classement interdit tout changement d’affectation ou tout mode d’occupation du sol de nature à compromettre la conservation, la protection ou la création des boisements » et en cas de coupe et abattage il y a obligation d'autorisation dans l'espace boisé classé (dès la prescription d’un plan local d’urbanisme, avant que le PLU soit adopté) et si cette autorisation est délivrée, elle peut être subordonnée à des prescriptions spéciales concernant notamment la technique de gestion, le respect de certains peuplements ou l’obligation de procéder à des reboisements ou à des plantations de remplacement[104]. Les espaces boisés classés (EBC) ou arbres protégés doivent apparaître sur les documents graphiques du PLU, mais aussi faire l'objet d’un article spécifique du règlement, et bien entendu, les propriétaires des arbres classés doivent être avertis du classement[105] ;
- Les procédures de site inscrit ou de site classé ou de ZPPAU ou de secteur sauvegardé ;
- Les autorisations d'occupation du sol.

Des outils de contractualisation (chartes, plans, contrats...) sont susceptibles de prévenir ou limiter le risque de conflits juridiques souvent aléatoires et d'autres outils du droit de l'environnement peuvent parfois être utilisés : les Espaces naturels sensibles, la loi Littoral, les réserves naturelles régionales ou encore le droit civil quand il règle les relations de voisinage concernant les arbres en limites de propriété.
À la suite de la destruction de nombreuses haies et arbres isolés par les remembrements, il a été interdit de détruire des arbres durant la procédure de préparation d'un remembrement.

### En Suisse
En Suisse, les arbres sont légiférés notamment dans la loi fédérale sur les forêts et l'Ordonnance sur les forêts. En 2011, le Conseil fédéral a fixé les lignes stratégiques de la politique forestière 2020, mises en œuvre notamment par l'Office fédéral de l'environnement. Les cantons et certaines communes suisses ont également une législation concernant la protection des arbres.
Dans un souci de préservation de la biodiversité, le quart du budget de l'Arboretum national du vallon de l'Aubonne est financé à hauteur d'environ 250 000 francs suisses par les pouvoirs publics.

### Aux Pays-Bas
Aux Pays-Bas, en vertu des lois sur la protection environnementale, il est interdit de couper un arbre si un autre n'est pas planté à la place. Ainsi, le pays sécurise le nombre de ses arbres et peut uniquement le revoir à la hausse.

### Conférences
- Francis Hallé, A comme Arbre, Agora des savoirs, Montpellier, novembre 2013